# L'elfa oscura un po' possessiva mi ha seguito dall'altro mondo
L'elfa oscura un po' possessiva mi ha seguito dall'altro mondo (ちょっとだけ愛が重いダークエルフが異世界から追いかけてきた?, Chotto dake ai ga omoi dāku erufu ga isekai kara oikakete kita) è un manga scritto e disegnato da Nakanosora, basato su un dōjin per adulti con lo stesso titolo. Viene serializzato online tramite il sito web Web Comic Gamma Plus di Takeshobo dal 17 settembre 2021 ed è stato raccolto in quattro volumi tankōbon. Un adattamento televisivo anime prodotto da Elias è stato trasmesso dal 6 aprile al 22 giugno 2025.

## Trama
Hinata Sunohara è uno studente orfano che vive da solo. È stato convocato in un mondo fantasy e con il suo gruppo di eroi ha sconfitto il Signore dei Demoni che lo minacciava, ma non appena completata la missione è stato rimandato sulla Terra. Dopo essere tornato alla sua vecchia vita, tuttavia, un membro del suo gruppo, l'elfa oscura Mariabelle, si teletrasporta nel suo appartamento completamente nuda. Dopo aver preso dei vestiti, spiega che è innamorata di lui e vuole stargli vicino per sempre. Hinata la lascia stare nel suo appartamento e la aiuta ad adattarsi alla Terra, ma deve affrontare il fatto che è completamente ossessionata da lui, cercando costantemente di sedurlo e diventando follemente gelosa di qualsiasi ragazza con cui interagisce, come la sua compagna di classe Sakura Mochida.

## Personaggi
Hinata Sunohara (春原日向?, Sunohara Hinata)
Doppiato da: Rie Kawamura
Un giovane giapponese liceale e orfano che vive da solo in un condominio. I suoi genitori sono morti in un incidente d'auto, per il quale si è a lungo sentito in colpa, poiché aveva distolto l'attenzione del padre mentre guidava. Grazie al suo altruismo e alla sua gentilezza, è stato convocato in un mondo fantasy per partecipare come guerriero al gruppo di avventurieri destinato a sconfiggere un potente Signore dei Demoni. Durante la sua permanenza lì, ha catturato il cuore della sua compagna Mariabelle, che lo segue ossessivamente sulla Terra dopo il suo ritorno in seguito alla scomparsa del Signore dei Demoni. Sebbene Mariabelle gli stia a cuore, i suoi flirt palesemente allusivi lo lasciano estremamente turbato.
Mariabelle (マリアベル?, Mariaberu)
Doppiata da: Minami Takahashi
Una mago elfo oscuro dell'altro mondo. Dopo aver conosciuto Hinata quando l'ha salvata da alcuni umani che volevano violentarla e aver combattuto al suo fianco, si è innamorata perdutamente di lui e, dopo la sua partenza in seguito alla sconfitta del Signore dei Demoni, ha usato i suoi poteri magici per seguirlo sulla Terra. Pur essendo generalmente amichevole e premurosa, diventa minacciosa nella sua ossessione per Hinata.
Sakura Mochida (持田咲良?, Mochida Sakura)
Doppiata da: Kyouka Maruyama
Una timida compagna di classe di Hinata, membro del comitato della biblioteca della scuola e talentuosa artista di manga. Ha una cotta per Hinata, ma dopo l'arrivo di Mariabelle e dopo averli visti interagire, si rende conto che le sue possibilità di conquistare il suo cuore sono scarse. Dopo che Mariabelle le ha accidentalmente rivelato di essere una vera elfa oscura, Sakura, che è un'otaku del fantasy, ne è rimasta affascinata e da allora ha fatto amicizia con lei.
Cecile (セシル?, Seshiru)
Doppiata da: Hinako Takahashi
Una sacerdotessa del gruppo di avventurieri a cui Hinata si è unito nell'altro mondo. Nonostante sia sua compagna di squadra, Mariabelle non le piace affatto, e il sentimento è reciproco.
Mei (メイ?)
Doppiata da: Ayumi Mano
Una ragazza gatto ladra che fa parte del gruppo di avventurieri a cui Hinata si è unito nell'altro mondo.
Mira (ミラ?)
Madre di Mariabelle. Tende ad essere molto emotiva e a volte perde il controllo della sua magia in queste situazioni. Dopo che Mariabelle è emigrata sulla Terra, Mira l'ha seguita impulsivamente per riportarla indietro e, dopo aver saputo della cotta di Sakura per Hinata, trama per farli incontrare in modo da poter riportare a casa sua figlia. Si lascia intendere che anche lei abbia avuto una relazione con un umano, che è morto di vecchiaia mentre lei, i quanto elfo, è rimasta giovane, spiegando così il suo attaccamento a Mariabelle.

## Media

### Manga
Scritto e disegnato da Nakanosora, L'elfa oscura un po' ossessiva mi ha seguito dall'altro mondo ha iniziato la serializzazione sul sito web di manga Web Comic Gamma Plus di Takeshobo il 17 settembre 2021. I suoi capitoli vengono raccolti in volumi tankōbon a partire dal 7 novembre 2022. Al 6 marzo 2025 sono stati pubblicati 4 volumi.
La serie è concessa in licenza in inglese dalla Seven Seas Entertainment, che la pubblica sotto l'etichetta Ghost Ship.
| 1 | 7 novembre 2022 | ISBN 978-4-80197-888-1 |
| 1 | Capitoli (traduzioni letterali dei titoli) - 1. La ragazza che ho incontrato in un altro mondo (異世界で出会った女の子?, Isekai de deatta onnanoko) - 2. Ti sei rilassato dopo il bagno? (お風呂でさっぱり??, Ofuro de sappari?) - 3. Stalker? E che sarebbe? (abbreviato) (ストーカー? 何それ (略)?, Sutōkā? Nanisore (ryaku)) - 4. Andiamo a scuola! (学校へ行こう!?, Gakkō e ikō!) - 5. L'ora di educazione fisica (たいいくのじかん?, Taiiku no jikan) - 6. Fare la spesa (おかいもの?, O-kaimono) - Extra. Sakura in quel giorno (その日の咲良?, Sono hi no Sakura)                          |                        |
| 2 | 6 luglio 2023 | ISBN 978-4-80198-085-3 |
| 2 | Capitoli (traduzioni letterali dei titoli) - 7. Il visitatore proveniente da un altro mondo (異世界からのお客さま?, Isekai kara no o-kyaku-sama) - 8. Crescere un bambino? (こそだて??, Kosodate?) - 9. La distanza tra me e te (キミとの距離?, Kimi to no kyori) - 10. La tentazione del mare? (海の誘惑??, Umi no yūwaku?) - 11. Poterti incontrare (キミと出逢えて?, Kimi to deaete) - 12. Oggetto smarrito (さがしもの?, Sagashimono) - Extra. La vita di tutti i giorni della vicina (お隣さんの日常?, O-tonari-san no nichijō)                                                              |                        |
| 3 | 6 settembre 2024 | ISBN 978-4-80198-446-2 |
| 3 | Capitoli (traduzioni letterali dei titoli) - 13. Con mia madre (お母さんと?, Okāsan to) - 14. Ricordi (思い出?, Omoide) - 15. Madre e figlia (母と娘?, Haha to musume) - 16. Presentazione (ご挨拶?, Go-aisatsu) - 17. Ciò che vorrei che ricordassi (覚えていてほしいこと?, Oboeteite hoshii koto) - 18. Debutto come venditrice 1 (売り子デビュー 1?, Uriko debyū 1) - 19. Debutto come venditrice 2 (売り子デビュー 2?, Uriko debyū 2) - Extra. Dopo il festival (祭りのあとで?, Matsuri no ato de)                                                                                            |                        |
| 4 | 6 marzo 2025 | ISBN 978-4-80198-579-7 |
| 4 | Capitoli (traduzioni letterali dei titoli) - 20. Anche quest'anno e oltre (今年もその先も?, Kotoshi mo sono saki mo) - 21. Diretta streaming, eh? (配信でびゅー??, Haishin de byū?) - 22. Career Woman (キャリアウーマン?, Kyarī Ǖman) - 23. Vorrei che questi momenti continuassero per sempre (こんな時間がいつまでも?, Konna jikan ga itsu made mo) - 24. I sentimenti che vorrei trasmettere 1 (届けたい想い 1?, Todoketai omoi 1) - 25. I sentimenti che vorrei trasmettere 2 (届けたい想い 2?, Todoketai omoi 2) - Extra. La vicina dopo quel momento (その後のお隣?, Sono ato no o-tonari) |                        |

### Anime
Il 6 settembre 2024 è stato annunciato un adattamento anime prodotto sotto la nuova etichetta anime Deregula della WWWave Corporation. La serie è animata dallo studio Elias e diretta da Toshikatsu Tokoro, con Yuki Takabayashi che si occupa della composizione della serie, Kazuhiko Tamura del character design e Chihiro Endō come compositrice della musica. È stata trasmessa dal 6 aprile al 22 giugno 2025 su Tokyo MX, BS11 e altre reti. La sigla di apertura è Omoi ai (オモイアイ? lett. "Amore pesante") di Miyabi (del duo musicale fu-fu Hatenko, mentre la sigla di chiusura è Sunadokei (砂時計? lett. "Clessidra") di Kecori.
Sentai Filmworks ha concesso la licenza della serie in Nord America per lo streaming su Hidive. In Italia i diritti della serie sono stati acquistati da Yamato Video che la pubblica sul canale Anime Generation.

#### Episodi
| Nº | Titolo italiano Giapponese 「Kanji」 - Rōmaji                                                 | In onda        | In onda |
| Nº | Titolo italiano Giapponese 「Kanji」 - Rōmaji                                                 | Giapponese     |         |
| 1  | La ragazza incontrata nell'altro mondo 「異世界で出会った女の子」 - Isekai de deatta onnanoko | 6 aprile 2025  |         |
| 2  | A scuola 「アカデミーライフ」 - Akademī Raifu                                                 | 13 aprile 2025 |         |
| 3  | Compere 「おかいもの」 - Okaimono                                                             | 20 aprile 2025 |         |
| 4  | Ospiti da un altro mondo 「異世界からのお客さま」 - Isekai kara no okyaku-sama                | 27 aprile 2025 |         |
| 5  | Vicine di casa 「隣人」 - Rinjin                                                              | 3 maggio 2025  |         |
| 6  | Crescere figli 「こそだて」 - Ko sodate                                                       | 10 maggio 2025 |         |
| 7  | Amore e malattia 「恋と病」 - Koi to yamai                                                    | 17 maggio 2025 |         |
| 8  | Debutto da venditrice: prima parte 「売り子デビュー・前編」 - Uriko debyū zenpen              | 24 maggio 2025 |         |
| 9  | Debutto da venditrice: seconda parte 「売り子デビュー・後編」 - Uriko debyū kōhen             | 1º giugno 2025 |         |
| 10 | La distanza tra noi 「キミとの距離」 - Kimi to no kyori                                       | 8 giugno 2025  |         |
| 11 | Tentazioni al mare 「海の誘惑？」 - Umi no yūwaku?                                            | 15 giugno 2025 |         |
| 12 | Incontrarti 「キミと出逢えて」 - Kimi to deaete                                               | 22 giugno 2025 |         |